# Robert Ouko (lekkoatleta)
Robert Ouko (ur. 24 października 1948 w Manga w prowincji Nyanza, zm. 18 sierpnia 2019 w Ngong) – kenijski lekkoatleta, sprinter i średniodystansowiec, mistrz olimpijski z 1972.
Startował w biegu na 800 metrów na igrzyskach olimpijskich w 1968 w Meksyku, gdzie odpadł w półfinale. Zdobył dwa złote medale w biegu na 800 metrów i w sztafecie 4 × 400 metrów na Igrzyskach Brytyjskiej Wspólnoty Narodów w 1970 w Edynburgu. Sztafeta biegła w składzie: Charles Asati, Munyoro Nyamau, Julius Sang i Ouko.
5 sierpnia 1970 w Londynie sztafeta kenijska w składzie: Naftali Bon, Nyamau, Thomas Saisi i Ouko ustanowiła rekord świata w sztafecie 4 × 880 jardów wynikiem 7:11,6.
Na igrzyskach olimpijskich w 1972 w Monachium Ouko zajął 5. miejsce w finale biegu na 800 metrów. Pod nieobecność sztafety ze Stanów Zjednoczonych, która została zdekompletowane przez kontuzje i dyskwalifikacje, kenijska sztafeta 4 × 400 metrów zdobyła złoty medal, jako jedyna osiągając czas poniżej 3 minut (2:59,83). Biegła w składzie: Asati, Nyamau, Ouko i Sang.
Rekordy życiowe:
- bieg na 400 metrów – 46,2 (1970)
- bieg na 800 metrów – 1:46,0 (24 czerwca 1972, Mombasa)